# Миколаївка (зупинний пункт, Південно-Західна залізниця)
Микола́ївка — пасажирський залізничний зупинний пункт Жмеринської дирекції Південно-Західної залізниці на електрифікованій лінії Козятин I — Жмеринка між станціями Кордишівка (6 км) та Голендри (5 км). Розташований біля переїзду на околиці однойменного села Хмільницького району Вінницької області.

## Історія
Відкритий у 1964 року як Блокпост 173 км. У 1990-х роках перетворений на зупинний пункт Миколаївка.

## Пасажирське сполучення
На платформі Миколаївка зупиняються приміські електропоїзди сполученням Козятин — Жмеринка.

## Галерея

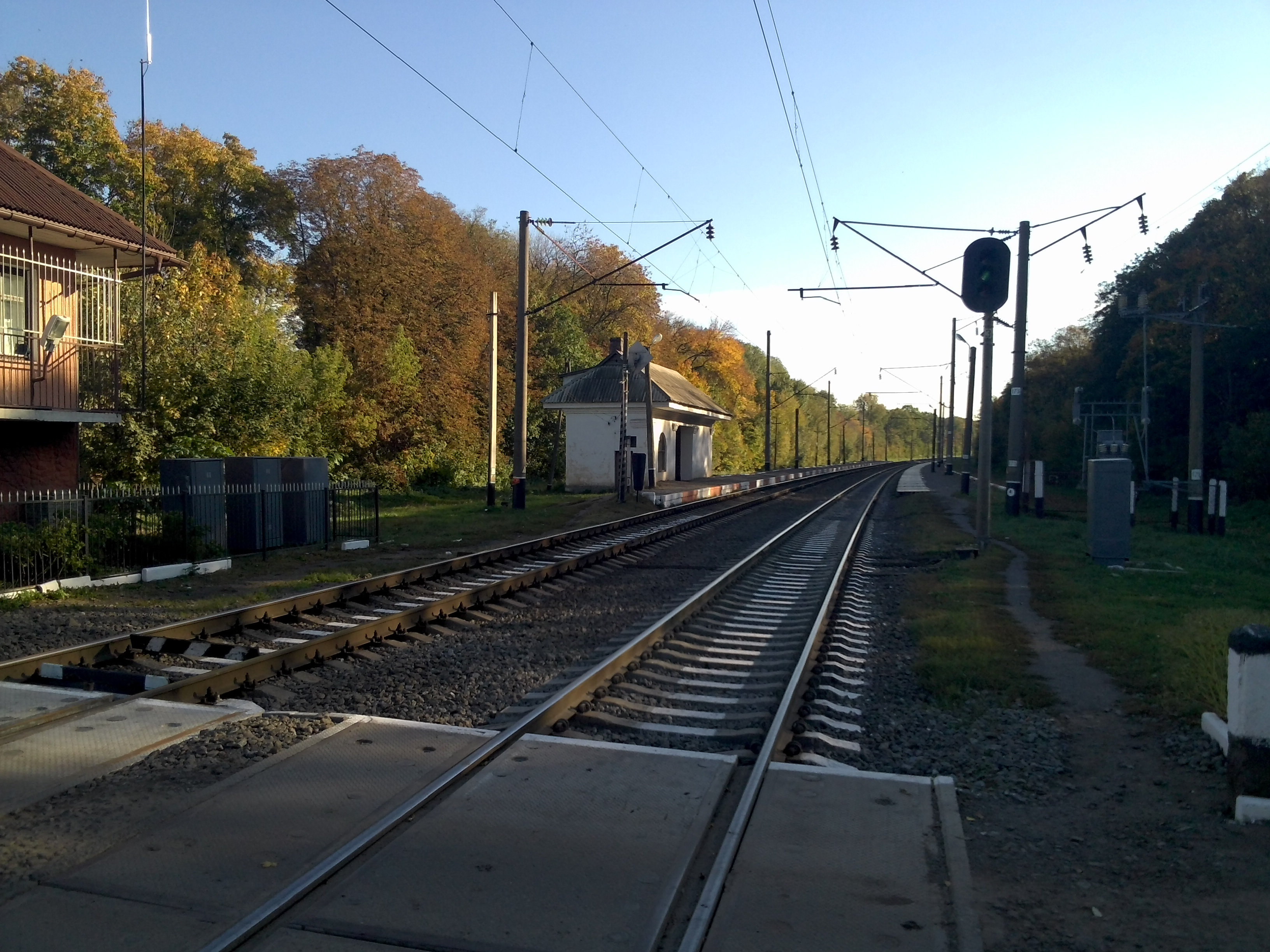
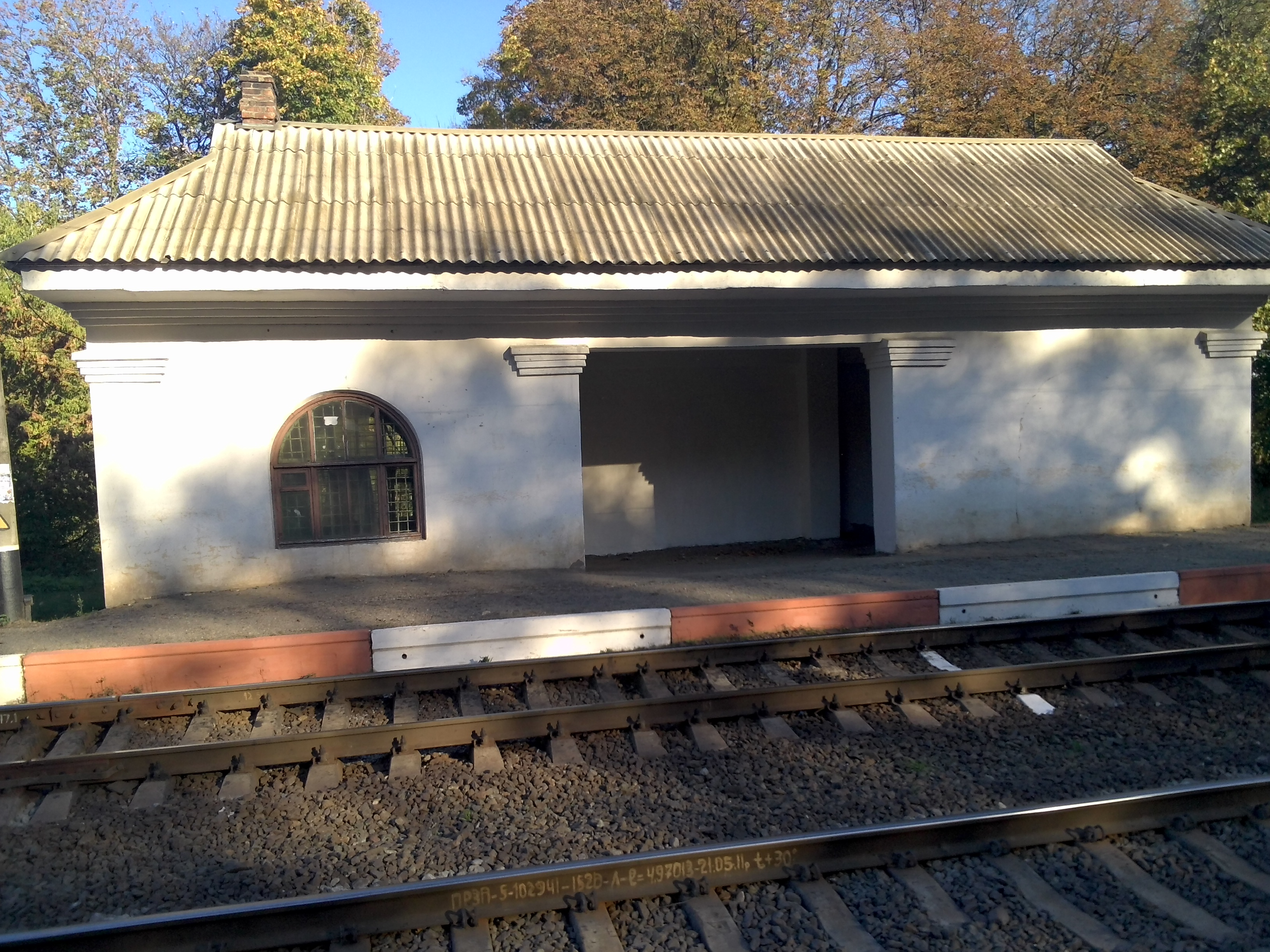
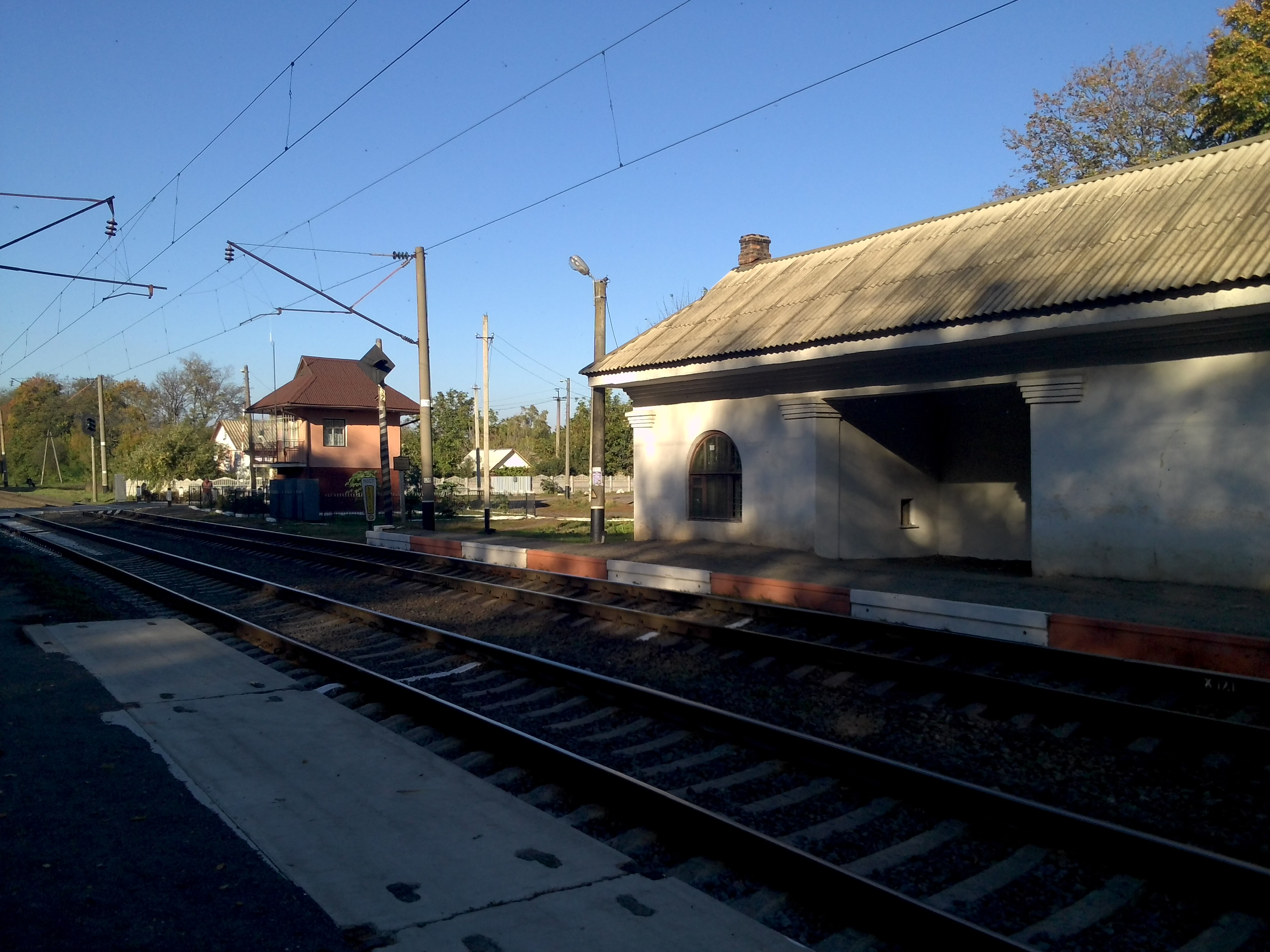
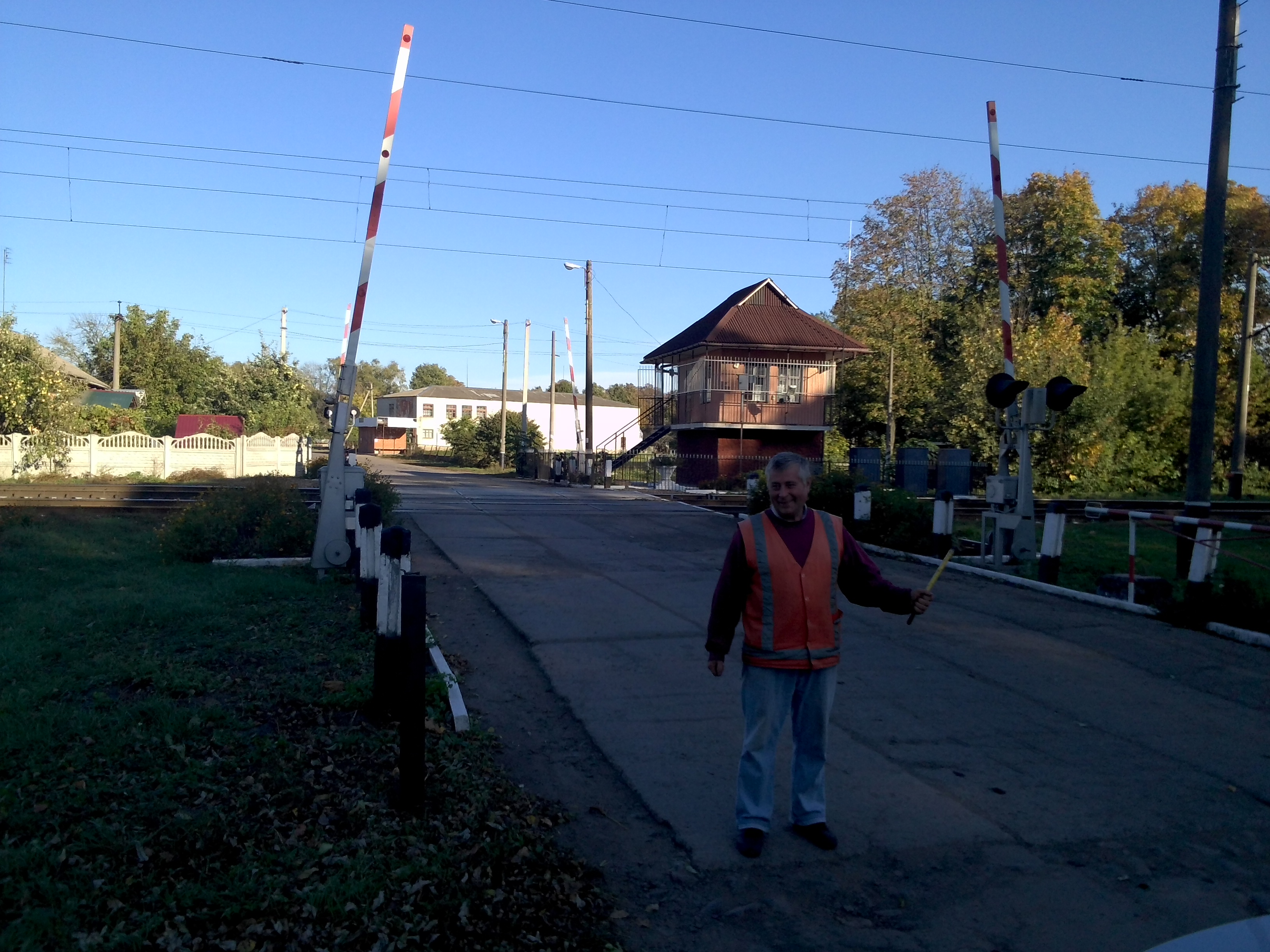